# Dommartin-sur-Vraine
Dommartin-sur-Vraine ist eine französische Gemeinde im Département Vosges in der Region Grand Est (bis 2015 Lothringen). Sie gehört zum Kanton Mirecourt im Arrondissement Neufchâteau.

## Geografie
Die Gemeinde liegt an der Vraine, etwa 16 Kilometer östlich von Neufchâteau. Sie grenzt im Norden an Maconcourt, im Nordosten an Saint-Prancher, im Südosten an Biécourt, im Süden an Morelmaison, im Südwesten an Saint-Paul und im Nordwesten an Rainville.

## Bevölkerungsentwicklung
| Jahr      | 1962 | 1968 | 1975 | 1982 | 1990 | 1999 | 2008 | 2019 |
| --------- | ---- | ---- | ---- | ---- | ---- | ---- | ---- | ---- |
| Einwohner | 231  | 258  | 261  | 284  | 293  | 281  | 234  | 294  |

## Sehenswürdigkeiten
- Kirche Saint-Martin
- Schloss von Dommartin-sur-Vraine, Monument historique

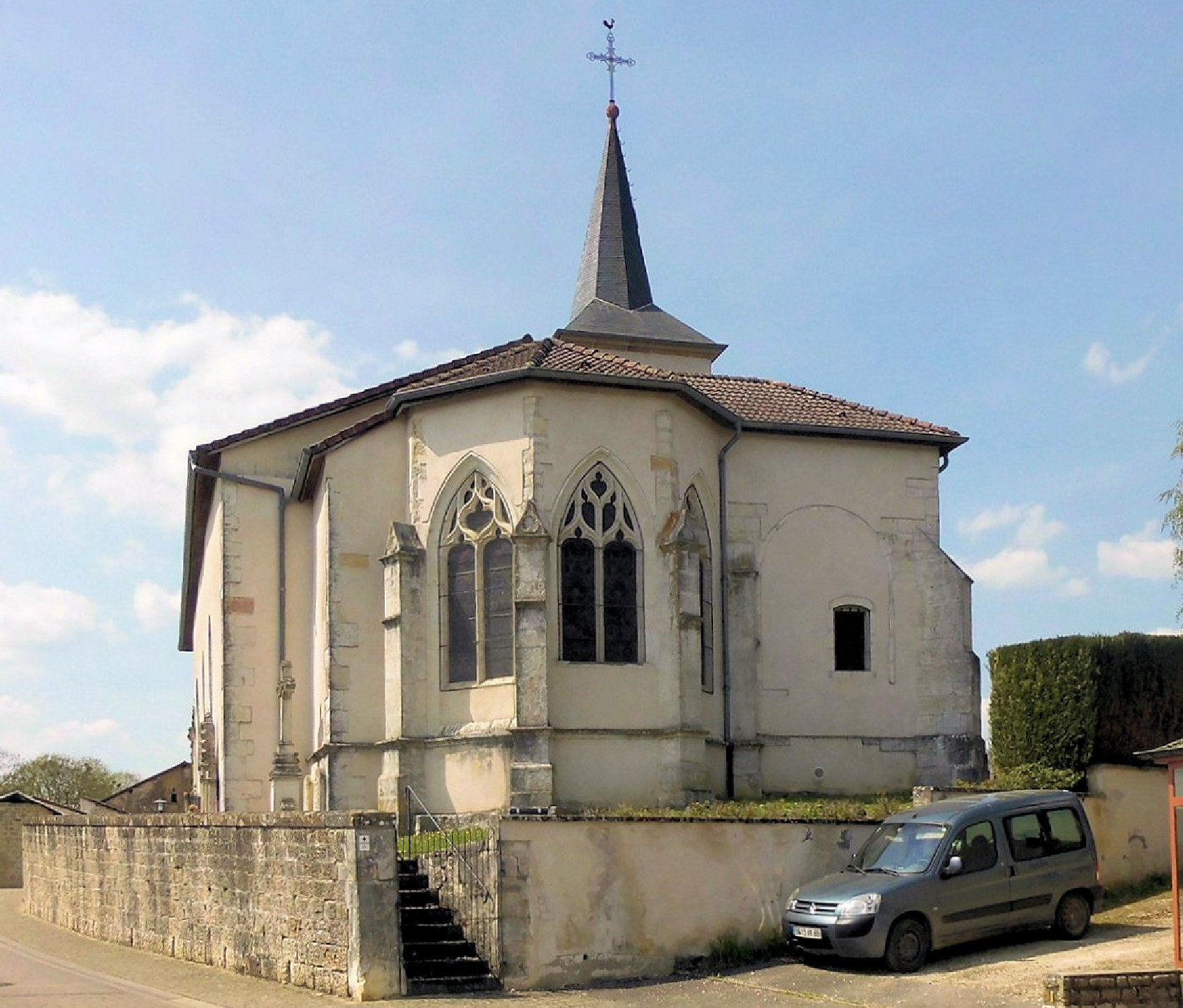
Kirche St. Martin
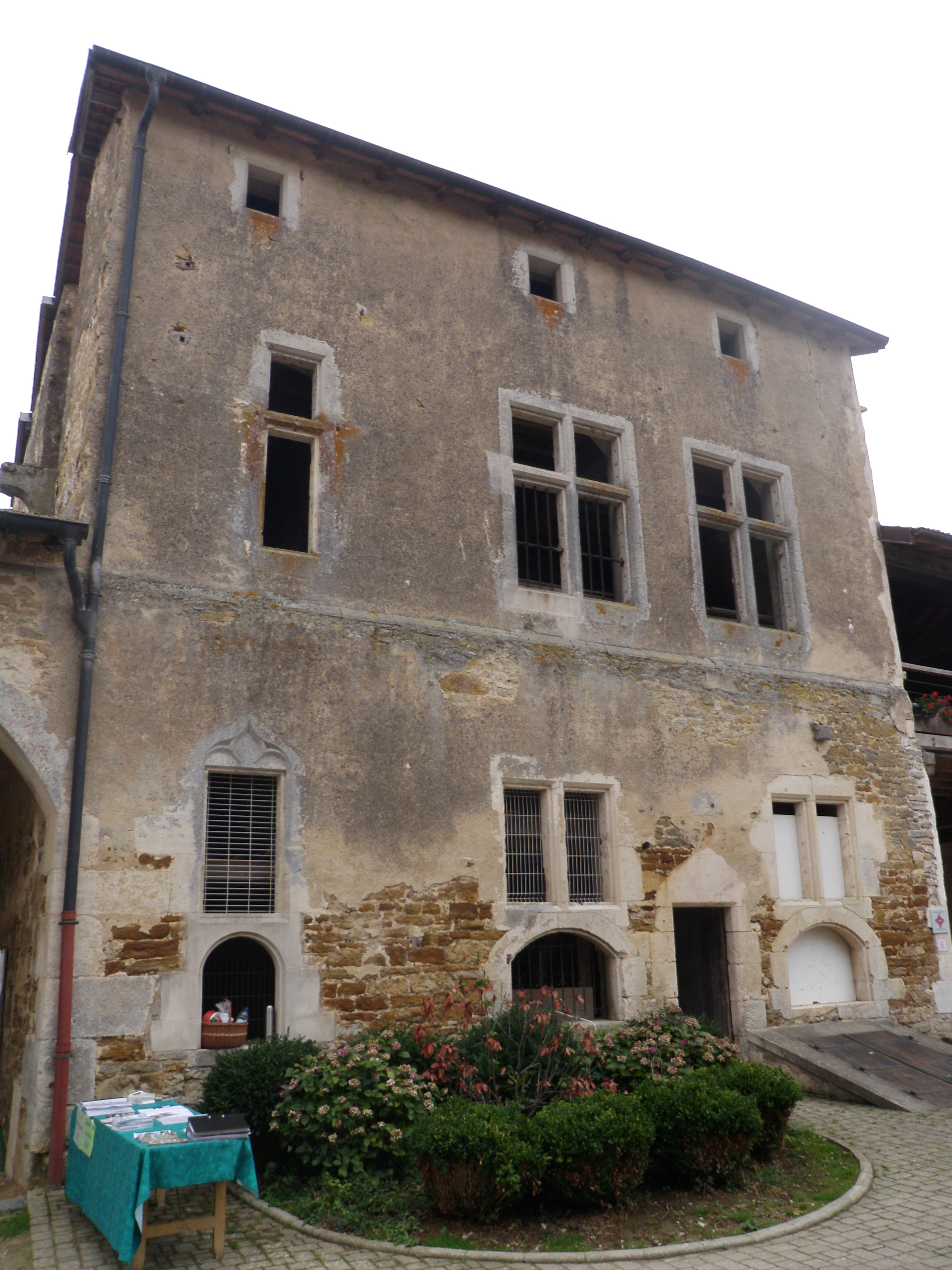
Schloss von Dommartin sur Vraine
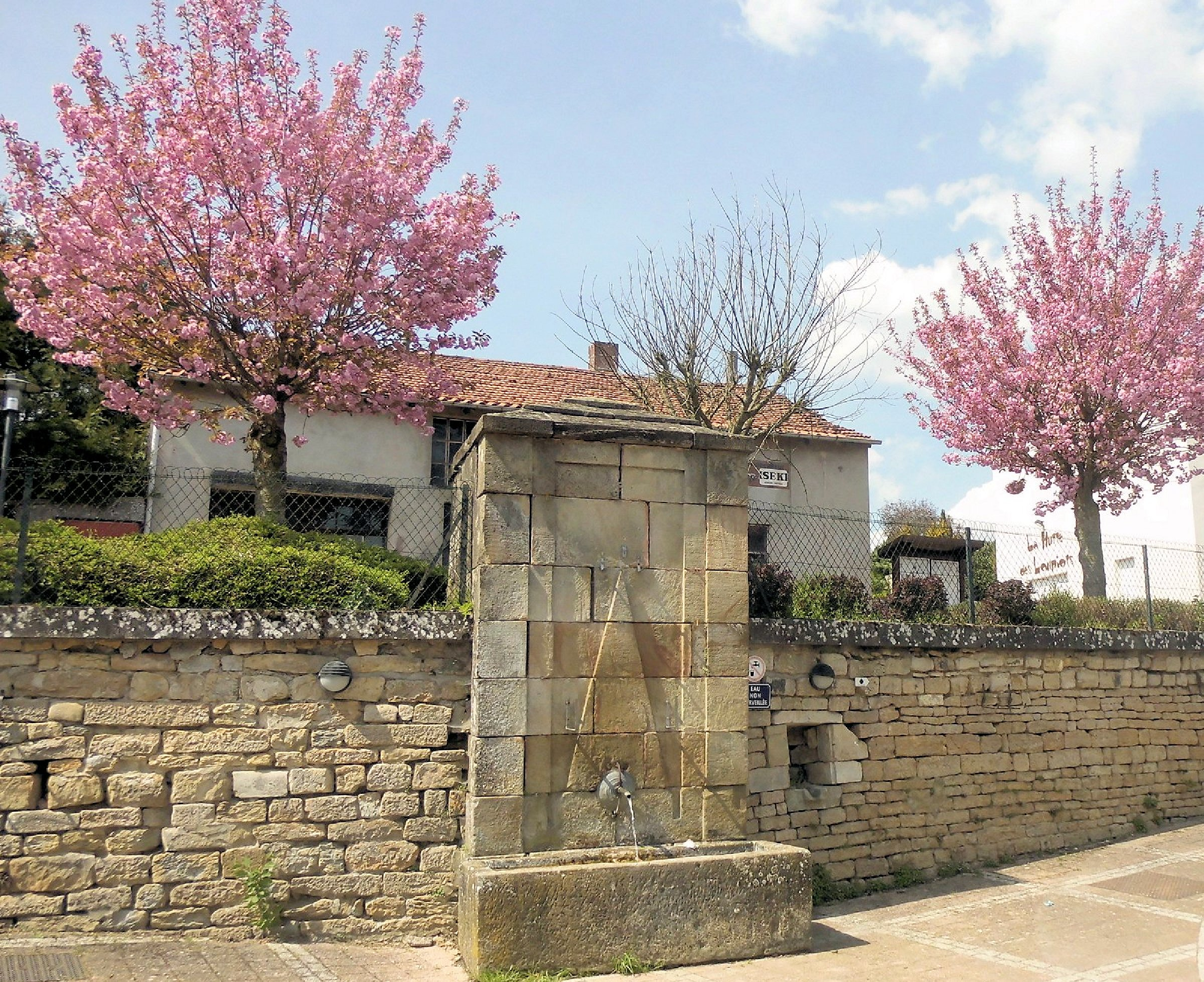
Brunnen in der Rue du Rouillon

## Personen die mit Dommartin verbunden sind
- Jean-Henri Tugnot de Lanoye (1744–1804), französischer Brigadegeneral der Revolutionskriege